# Arouad
Pour le film tirant son nom de l'île éponyme, voir Arwad (film).
Arouad (en arabe : ارواد), Rouad (en français), Arwad (en phénicien), Arados (en grec ancien : Άραδος), Aradus, Arpad, Arphad, Armada, Aruda, Irwada, Riwada, Antioche de Pieria (en grec ancien : Αντιόχεια της Πιερίας), est une île de la mer Méditerranée, la seule île habitée de la Syrie.

## Géographie

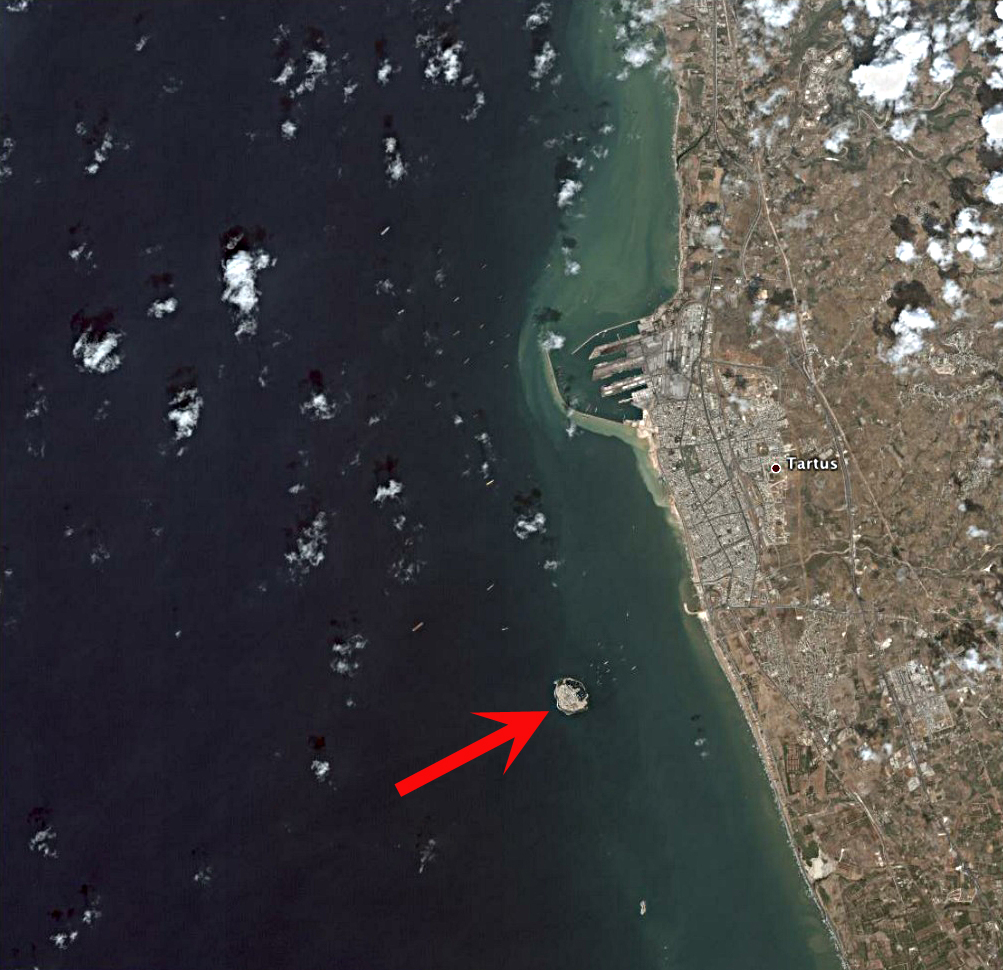
Image satellite d'Arouad avec Tartous sur la côte syrienne à l'est.

Arouad est située dans la mer Méditerranée, à trois kilomètres au large des côtes syriennes, en face de la ville de Tartous. La ville moderne occupe toute l'île qui mesure 20 ha de superficie.

## Histoire

### Antiquité

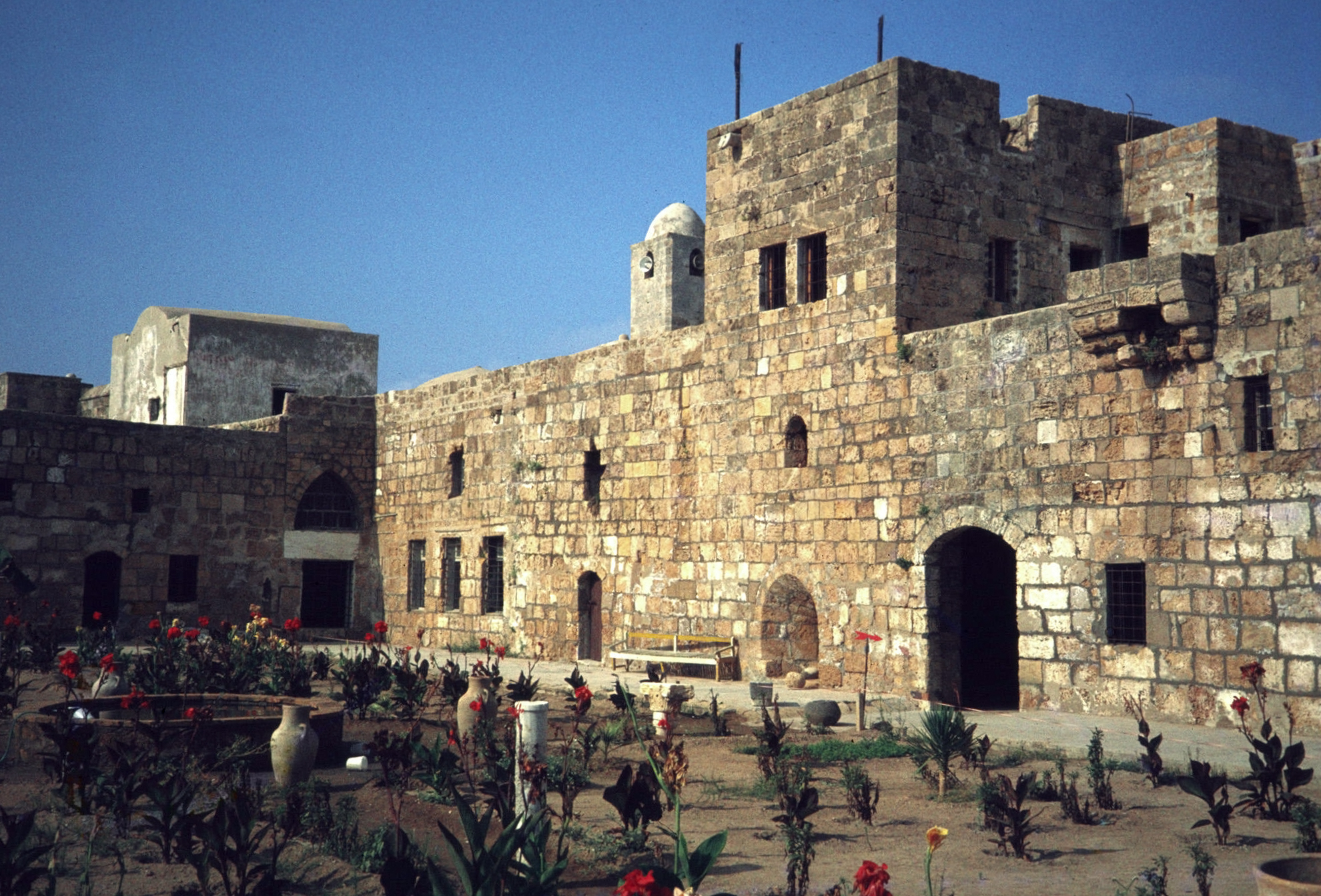
Cour de la forteresse ottomane d'Arouad. Cette forteresse a un moment servi de prison pendant le mandat français.

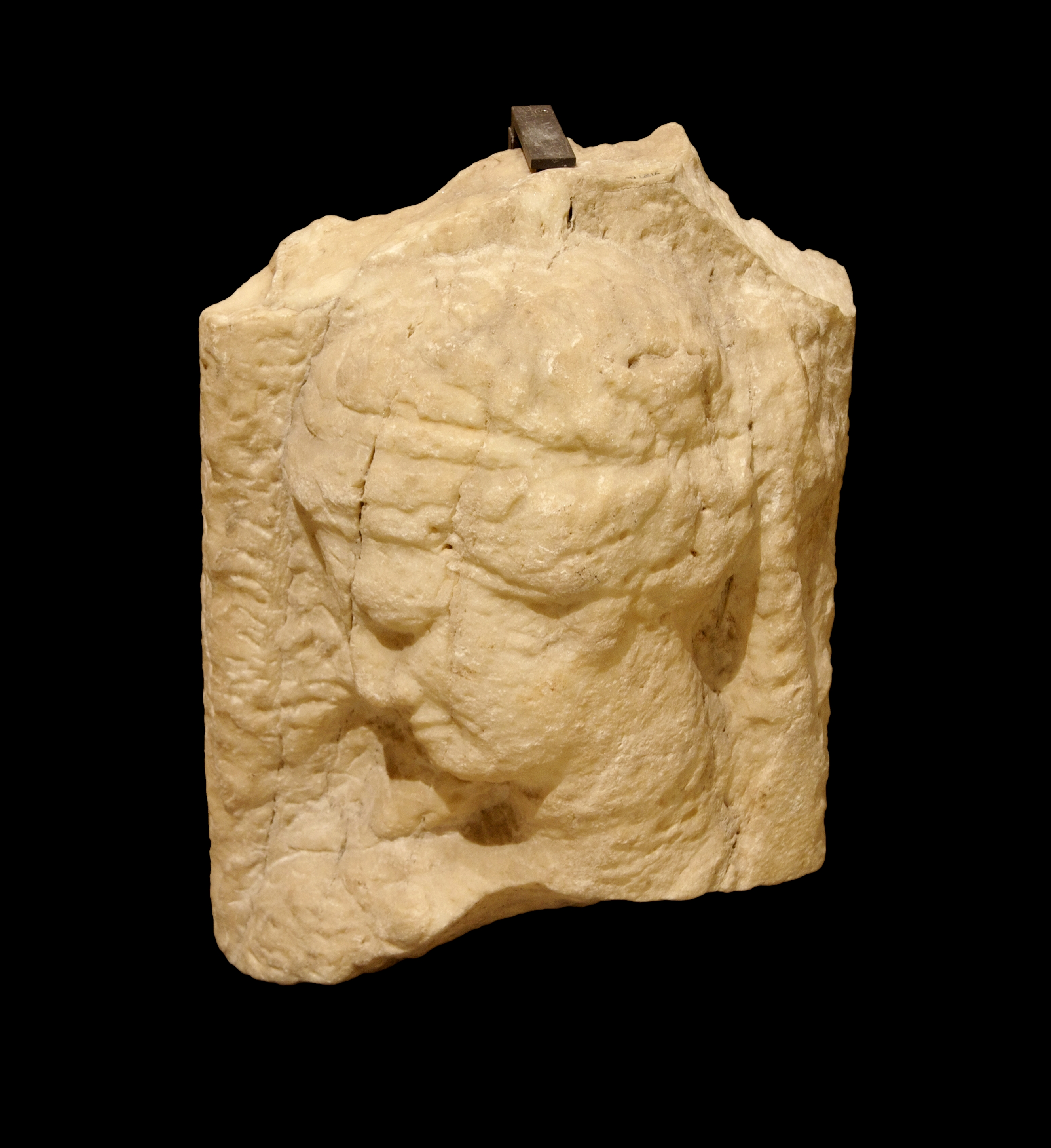
Fragment de stèle trouvé à Arados, IVe siècle av. J.-C. Musée du Louvre

L'île est habitée dès le IIe millénaire av. J.-C. par une population phénicienne. Sous contrôle phénicien, la ville est indépendante et on l'appelle Arwad ou Jazirat[réf. nécessaire] (qui signifie « île »). L'île, fortifiée par d'épaisses murailles, est un important centre commercial pour la vallée de l'Oronte et le grand commerce maritime. Son riche terroir et le commerce de la pourpre font sa prospérité.
Dès la campagne du roi assyrien Téglath-Phalasar Ier, les sources cunéiformes attestent l'existence d'un territoire continental, qui devait sans doute assurer le ravitaillement de l'île et permettre l'enterrement des morts. Un sanctuaire de Melkart a été identifié sur la côte à Amrit, où se trouvait une source et un bassin consacré, et il était entouré de nécropoles. Arwad était une cité-état phénicienne, gouvernée par des rois et possédant aussi des organismes représentatifs des citoyens. Elle paie tribut à Assurnazirpal II et, en 853 av. J.-C., son roi Mattanbaal I envoie 200 soldats à la bataille de Qarqar (853 av. J.-C.) dans une coalition contre Salmanazar III. La réduction des territoires vaincus en province assyrienne (de Sumur) sous Teglath-Phalasar III semble couper Arwad de ses dépendances continentales. En 701 av. J.-C., le roi d'Arwad Abdileti paie tribut à Sennachérib et son successeur Mattanbaal II à Assarhaddon. Le roi Yakinlu se révolte contre Assurbanipal, mais il doit se soumettre au roi assyrien qui le remplace par son fils Azibaal.
La domination babylonienne sur les cités phéniciennes a succédé à la domination assyrienne. Les charpentiers d'Arwad étaient renommés dans le domaine de la menuiserie et des constructions navales et étaient employés à la cour de Nabuchodonosor II, roi de Babylone.

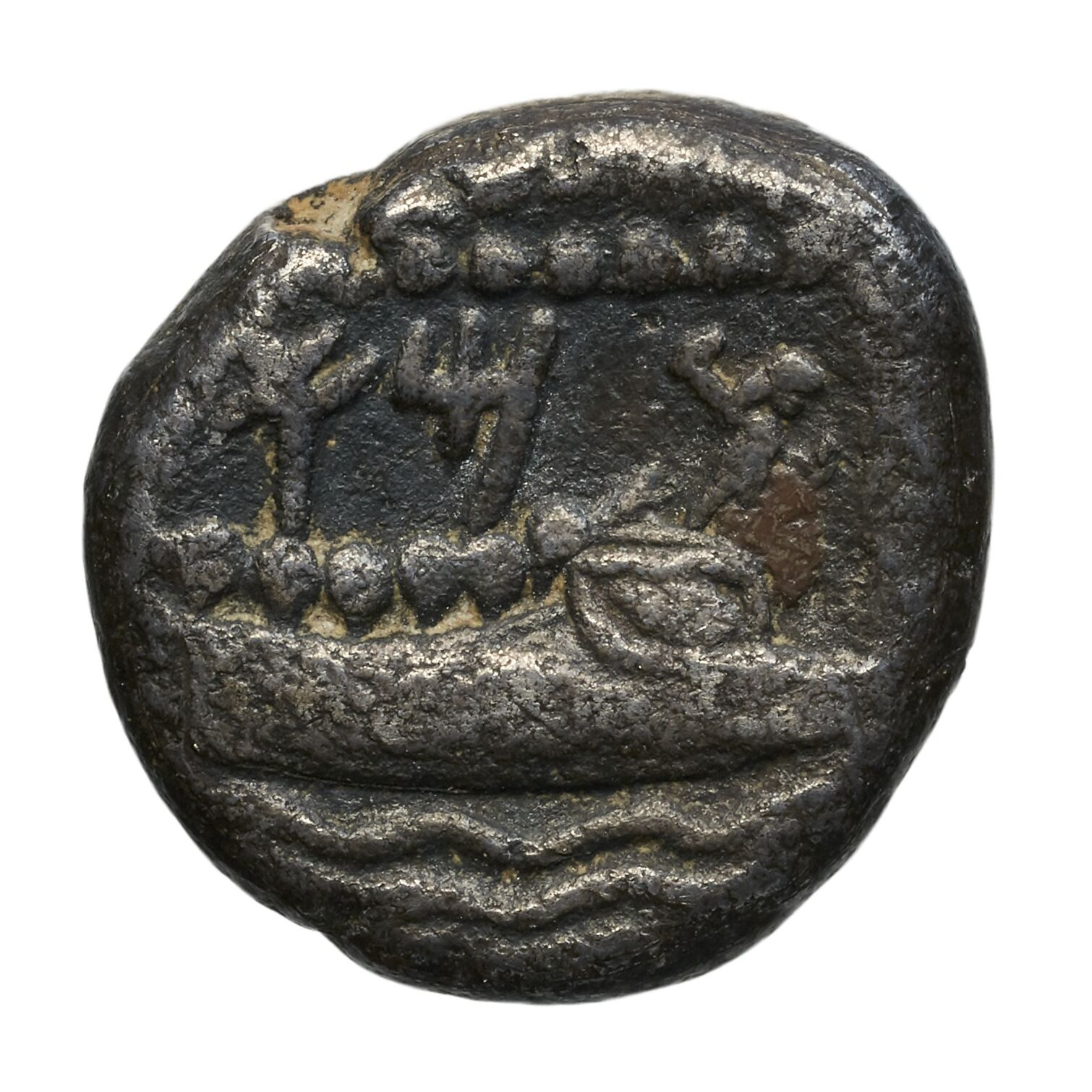
Monnaie étalon d'Arados de la période perse

Cette cité passe ensuite sous la domination perse et met sa flotte de guerre à la disposition des rois des Perses. Ainsi, lorsque Xerxès Ier affronte les Grecs à la bataille navale de Salamine en 480, la flotte d'Arwad est commandée par son roi Maharbaal. La cité commence à frapper monnaie vers 440 av. J.-C.. À cette époque, Grecs et Phéniciens sont en relation, grâce aux comptoirs grecs installés sur la côte de Syrie du nord et sur la pérée d'Arados, mais aussi grâce aux voyageurs, artistes et savants. Les artisans d'Arwad sont spécialisés en particulier dans les sarcophages en terre cuite, qu'on ne trouve nulle part ailleurs. Son dernier roi de la période perse, Gerashtart (en grec Gérostratos), monte sur le trône en 339. En 333, à l'arrivée d'Alexandre le Grand, il est en mer avec sa flotte pour soutenir le roi des Perses Darius III, mais son fils Abdashtart (en grec Straton) offre l'île d'Arwad et tout son territoire continental au conquérant grec.
La cité passe alors sous domination grecque. Sous les Séleucides, la cité possède un atelier monétaire qui émet des monnaies au nom d'Alexandre jusqu'en 301. Selon certains historiens, elle serait renommée Antioche de Pieria par Antiochos Ier. Elle inaugure une nouvelle ère civique en 259, date à laquelle la royauté traditionnelle disparaît : la ville devient donc cité libre, indépendante du royaume séleucide, et adopte les institutions grecques, avec un corps civique (démos), une boulè et une gérousia. C'est une concession d'Antiochos II, accordée en échange d'une alliance politique et d'une aide. L'hellénisation des Phéniciens à l'époque hellénistique est rapide, à en juger par l'onomastique et par la langue parlée, ce qui est le cas de tous les magistrats d'Arados. La ville possède d'ailleurs un gymnase, symbole même du mode de vie hellénique et du goût pour les concours athlétiques. Dans l'arrière-pays, Arados gère, à la fin de l'époque hellénistique, le sanctuaire de Zeus Baitokaikè.
À l'époque romaine, Arados soutient Pompée contre Jules César puis résiste farouchement à Marc Antoine venu en Syrie pour y trouver de l'argent: la ville refuse de livrer un Ptolémée, met à mort les envoyés de Marc Antoine et se rallie aux Parthes. Arados est assiégée en -38 par les troupes de Marc Antoine, et doit se rendre, après avoir longuement résisté à la famine et aux épidémies. Les monnaies émises en 35-34 à l'effigie de Marc Antoine et de Fulvie, sa première épouse, ou de Marc Antoine et de Cléopâtre, marquent la fin de son indépendance. La ville ne se relèvera jamais complètement de ces événements.

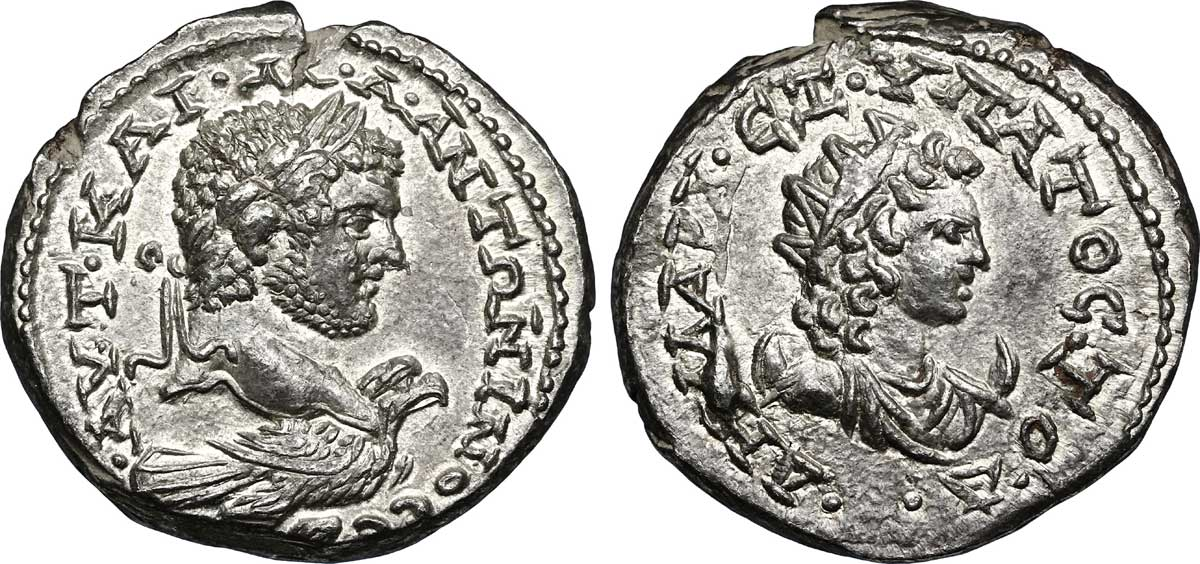
Monnaie frappée en la cité d'Arados

L'île est mentionnée deux fois dans la Bible (1Maccabées, XV, 22-24.). Elle est également mentionnée dans le Roman pseudo-clémentin, écrit judéo-chrétien qui relate les voyages de l'apôtre Pierre.

### Moyen Âge
Lors des Croisades, l'île est prise par les Templiers qui y construisent une forteresse et y installent une force permanente placée sous le commandement du maréchal de l'ordre Barthélemy de Quincy. Ils y restent jusqu'en 1302 où ils sont vaincus par les Mamelouks, faisant de l'île le dernier territoire croisé. Cette chute est une des causes du projet Rex Bellator (Raymond Lulle, 1305)

### XXe siècle

#### Première Guerre mondiale
Pendant la Première Guerre mondiale, la France est en guerre contre l'Empire ottoman, et mène un blocus maritime des côtes syriennes, en concertation avec la Grande-Bretagne. Dès le 1er septembre 1915, la marine française occupe l'île Arouad, point d'appui dans le contexte des opérations navales dans la région. L'île devient aussi un centre de renseignements français. Le lieutenant de vaisseau Trabaud, nommé gouverneur de l'île, dirige l'antenne du Service des Informations de la marine au Levant (SIL). Ce centre de renseignement tourné vers la Syrie a été notamment organisé par Gabriel Auphan, enseigne de vaisseau, lors de son affectation à Rouad entre 1915 et 1916. Le blocus allié des côtes a des effets dramatiques sur les populations civiles de la région, aggravant en particulier la Grande famine du Mont-Liban. Dans la perspective d'une instauration prochaine d'un régime colonial au Levant, l'action du  Service des Informations de la marine au Levant depuis Rouad a permis à la France de préserver une partie de son influence en Orient et de défendre sur le terrain les acquis diplomatiques obtenus grâce aux accords Sykes-Picot. L'île de Rouad est bombardée par les Ottomans en novembre 1917, mais leur attaque est repoussée par les marins français.

#### Époque contemporaine

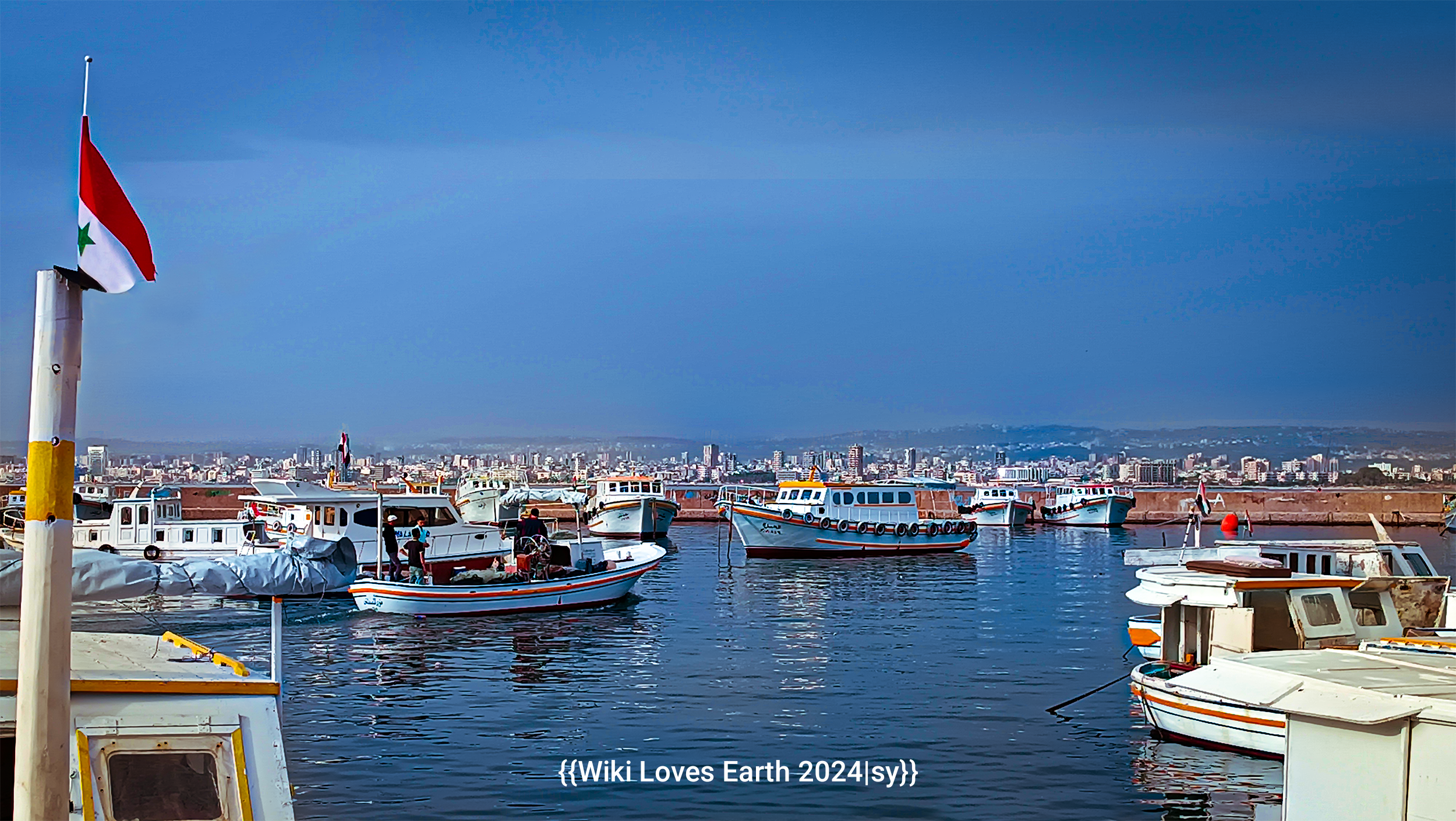
Port D'Arouad

En 1945, la France souhaitait conserver l'ile Rouad (Arouad), et y lancer des travaux pour édifier une base militaire, dans un cadre géopolitique, pour conserver une position militaire dans la région, garder une influence culturelle, ce qui impliquait le départ des pêcheurs locaux.
À la suite de pressions des États-Unis, l’île est cédée par la France sans condition à la Syrie, à la fin de 1945, décision confirmée en 1946.
L’île est majoritairement habitée par des musulmans sunnites.